# 根香寺
根香寺（ねごろじ）は、香川県高松市中山町にある天台宗単立の寺院。青峰山（あおみねさん）、千手院（せんじゅいん）と号す。本尊は千手観世音菩薩。四国八十八箇所第八十二番札所。
- 本尊真言：おん ばさら たらま きりく そわか
- ご詠歌：宵のまの妙（たえ）ふる霜の消えぬれば　あとこそ鉦（かね）の勤行（ごんぎょう）の声

五色台の青峰（標高449.3 m）の中腹（標高365 m付近）に位置し霊場中10番目の高さ。紅葉の名所で、その期間は駐車場が渋滞する。

## 歴史
寺伝によれば、空海（弘法大師）が弘仁年間（810年 – 824年）にこの地を訪れ五色台の五つの峰に金剛界の五智如来を感得し密教の修行にふさわしい台地であるとし、その一つである青峰に一宇を建立し五大明王を祀り「花蔵院」と称し、衆生の末代済度を祈願する護摩供を修法をしたと伝えられている。その後、円珍（智証大師）が天長9年（832年）に訪れたさい、山の鎮守である市之瀬明神の化身の老翁に、蓮華谷の霊木で観音像を造り観音霊場の道場をつくるよう告げられた。すぐさま円珍は、千手観音像を彫像し「千手院」を建てて安置した。この霊木は香木で切り株から芳香を放ち続けたことから、この2院を総称して根香寺と呼ばれるようになったという。
後白河天皇から勅願所として帰依も厚く繁栄したが、寺記によると永正以来海賊が大蜂起し、伽藍ほか焼かれたとされる。しかし、慶長年間に高松城主・生駒一正が復興、さらに寛文4年（1664年）高松藩初代藩主松平頼重が再興した。なお、このとき真言宗から天台宗に改宗された。

## 牛鬼伝説

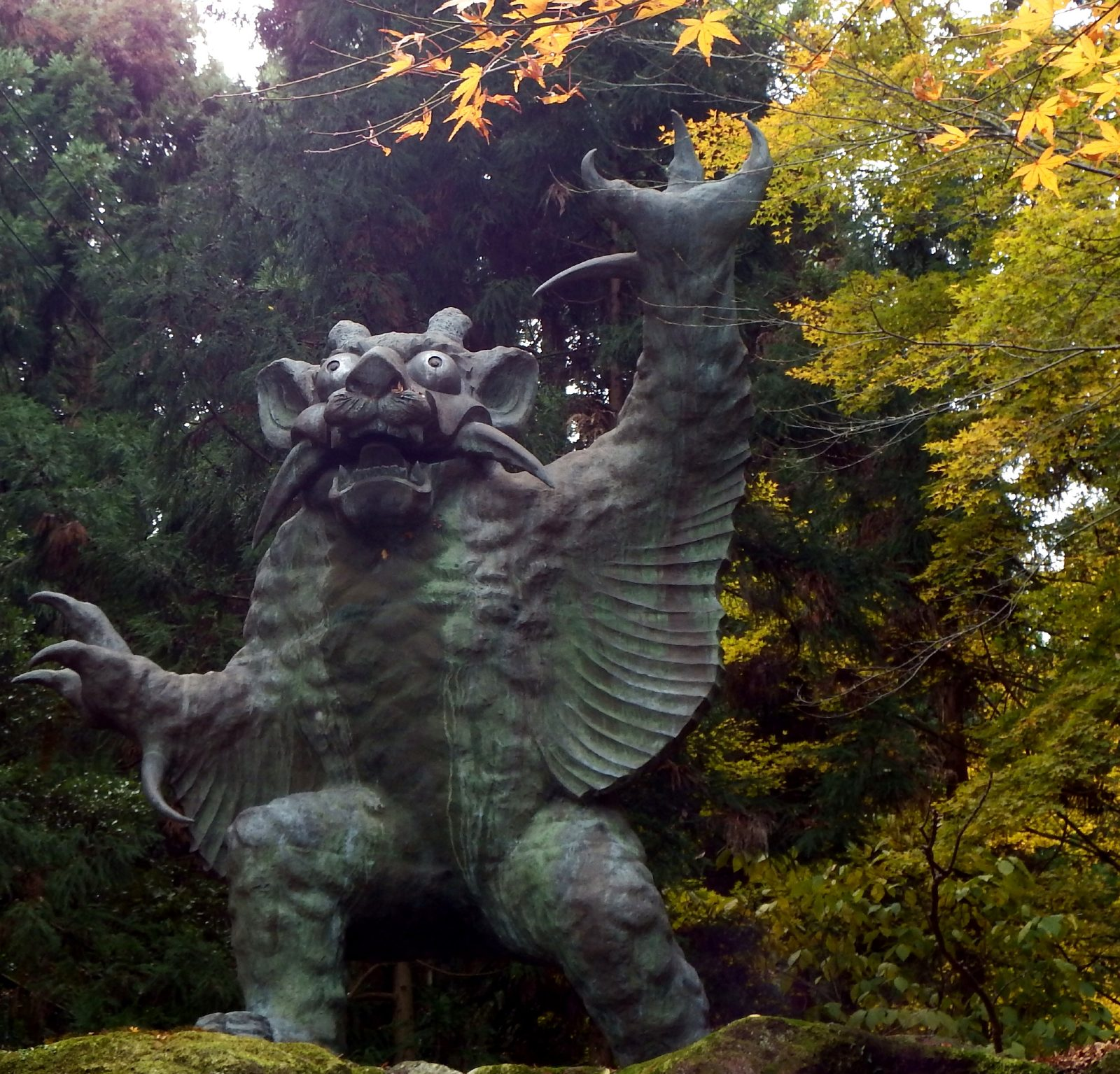
牛鬼

江戸時代の初め頃、この地には牛鬼がいて人や家畜に危害を加えていた。そこで弓の名手であった山田蔵人高清に退治を依頼した。高清は3本の弓で見事に牛鬼を退治した。高清は退治した牛鬼の角を切り取り、根香寺に奉納し菩提を弔ったと伝えられている。現在、根香寺にはその牛鬼の角と呼ばれるものと、牛鬼の姿が描かれた掛け軸が伝わっている。

## 境内
- 山門（仁王門）

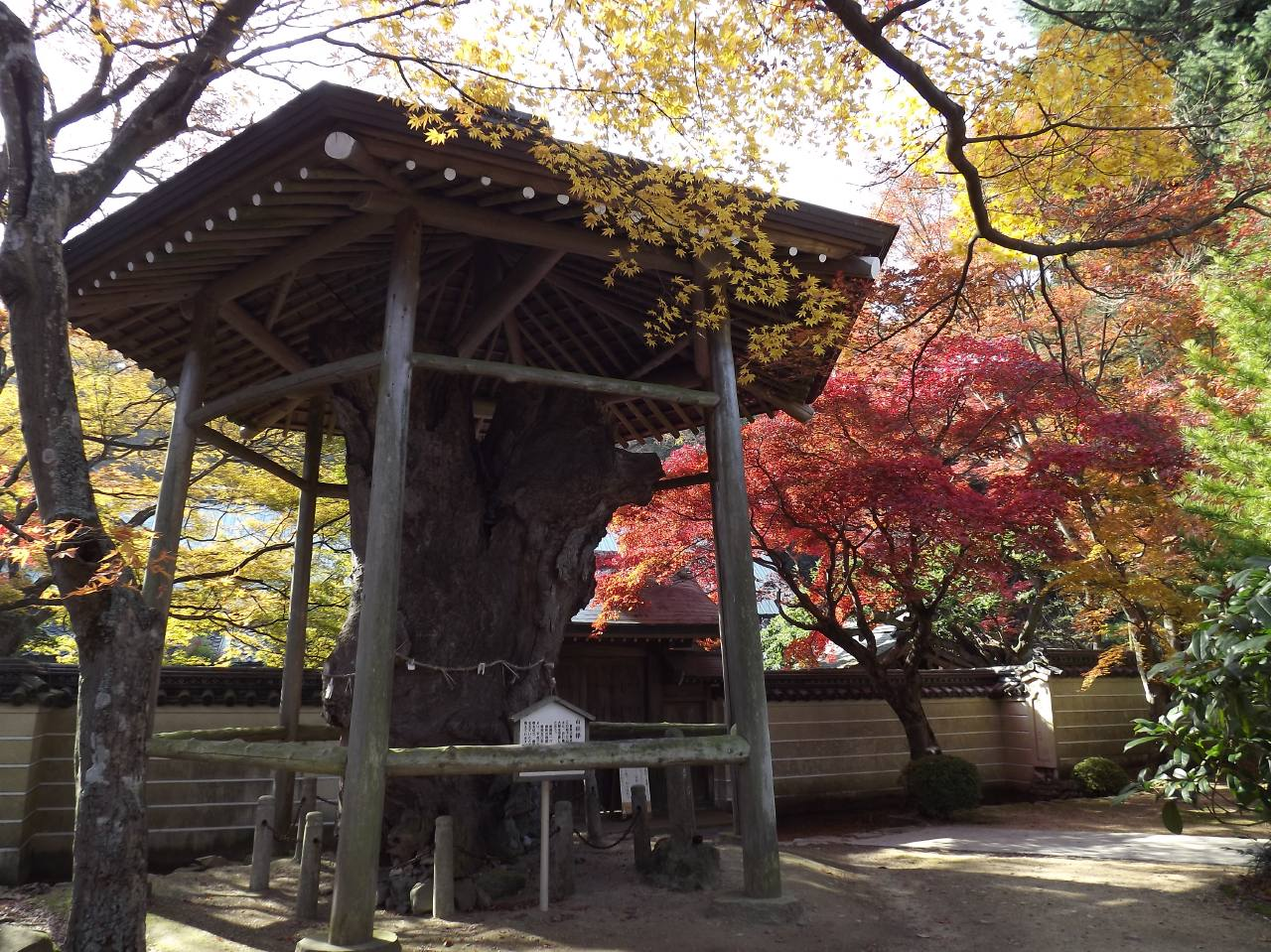
白猴欅

- 本堂 - 本尊は33年に一度開帳の秘仏、次回は令和18年（2036年）の予定。左脇陣は非公開の智証大師坐像、右脇陣は毘沙門天立像で拝観できる。
- 大師堂 - 大師像を拝観できる。
- 五大堂 - 五大尊の像を拝観できる。
- 六角地蔵堂 - 延命地蔵石像を安置。昭和54年建立。
- 龍宮地蔵堂 - 海中より網で引き揚げられた地蔵石像を安置。
- 白猴欅（はっこうけやき） - 樹齢1,600年とも言われるケヤキの老木であり、香川県の天然記念物に指定されていたが枯死した。名の由来は智証大師が寺院創建の折にこの樹を伝って下りてきた白い猿が大師を手助けしたと言われる伝説に由来する。平成3年（1991年）に株を生えていた場所に置き、屋根を付け保存されている。
- はらくわり地蔵（弘治2年・1556年）- 本堂後ろの山中より本堂回廊に移動。地蔵の周辺の木を伐採するとおなかが痛くなるという言い伝えあり[5]。
- 水かけ地蔵（青銅製） - 大正14年に安置。中興の龍海和尚200回忌記念。先代の陶器製牛鬼像はここに設置されていたといわれる。
- 役の行者石像 - 昭和6年に安置。当寺に役の行者の直接的な謂れはない。、
- 牛頭観音石像 - 昭和60年に安置。
- 牛鬼像（青銅製）- 山門外左側の林の中に安置。
- 松平頼重（高松松平初代藩主）の命日である「元禄八乙亥四月十二日」と刻まれた岩：同公の木像が岩の下に埋められていると云われている。大師堂の右を進むとある。

山門の左側の林の中に牛鬼像がある。山門をくぐり25段下り進むと今度は上りの石段があり、上がって行くと右に大師堂、左に納経所がある。さらに石段を上がり上り詰めると正面に本堂が見えるが左の薄暗い回廊の中を巡って合計135段上がると本堂に至る。
- 宿坊：なし
- 駐車場：山門の前にあり（無料）

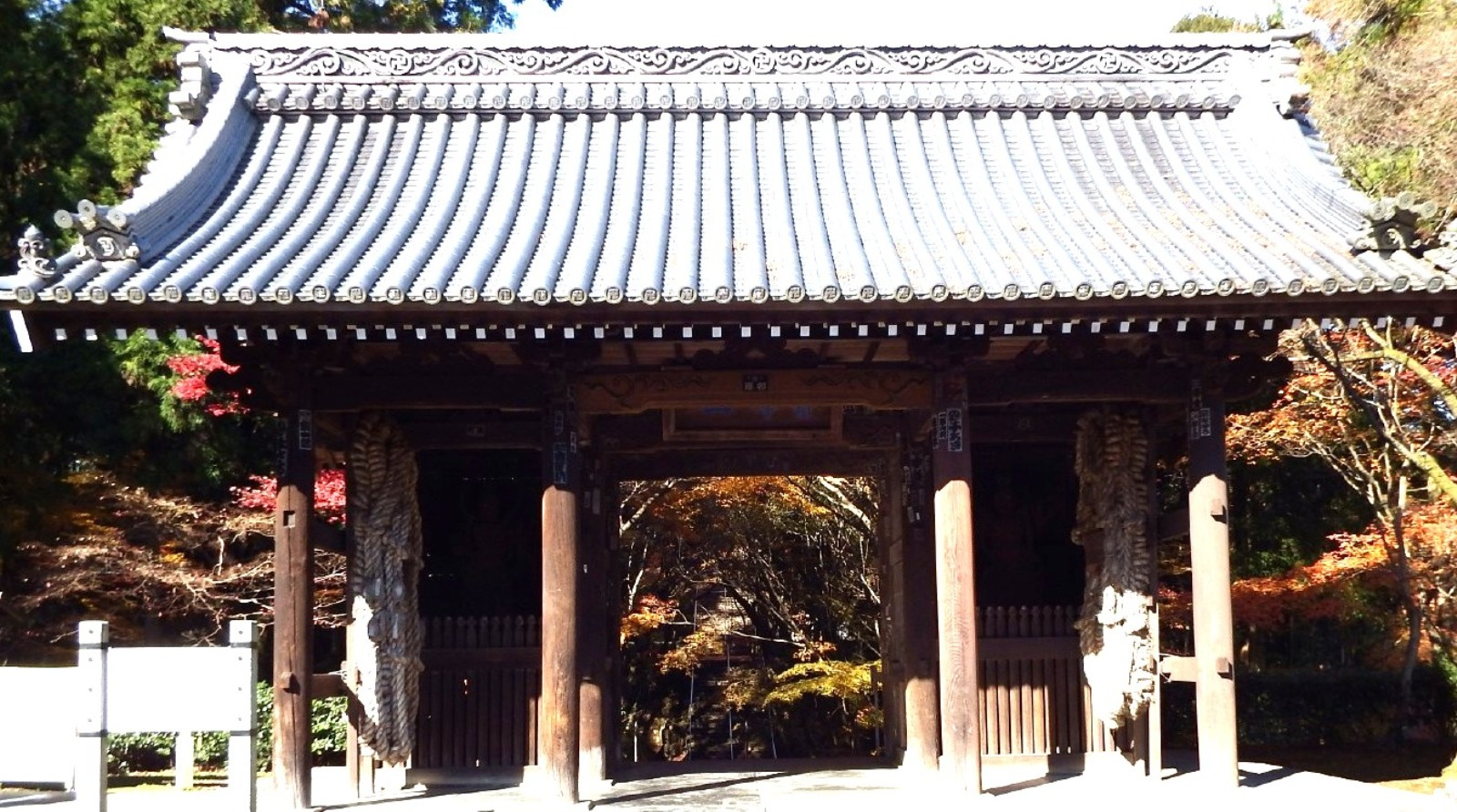
仁王門
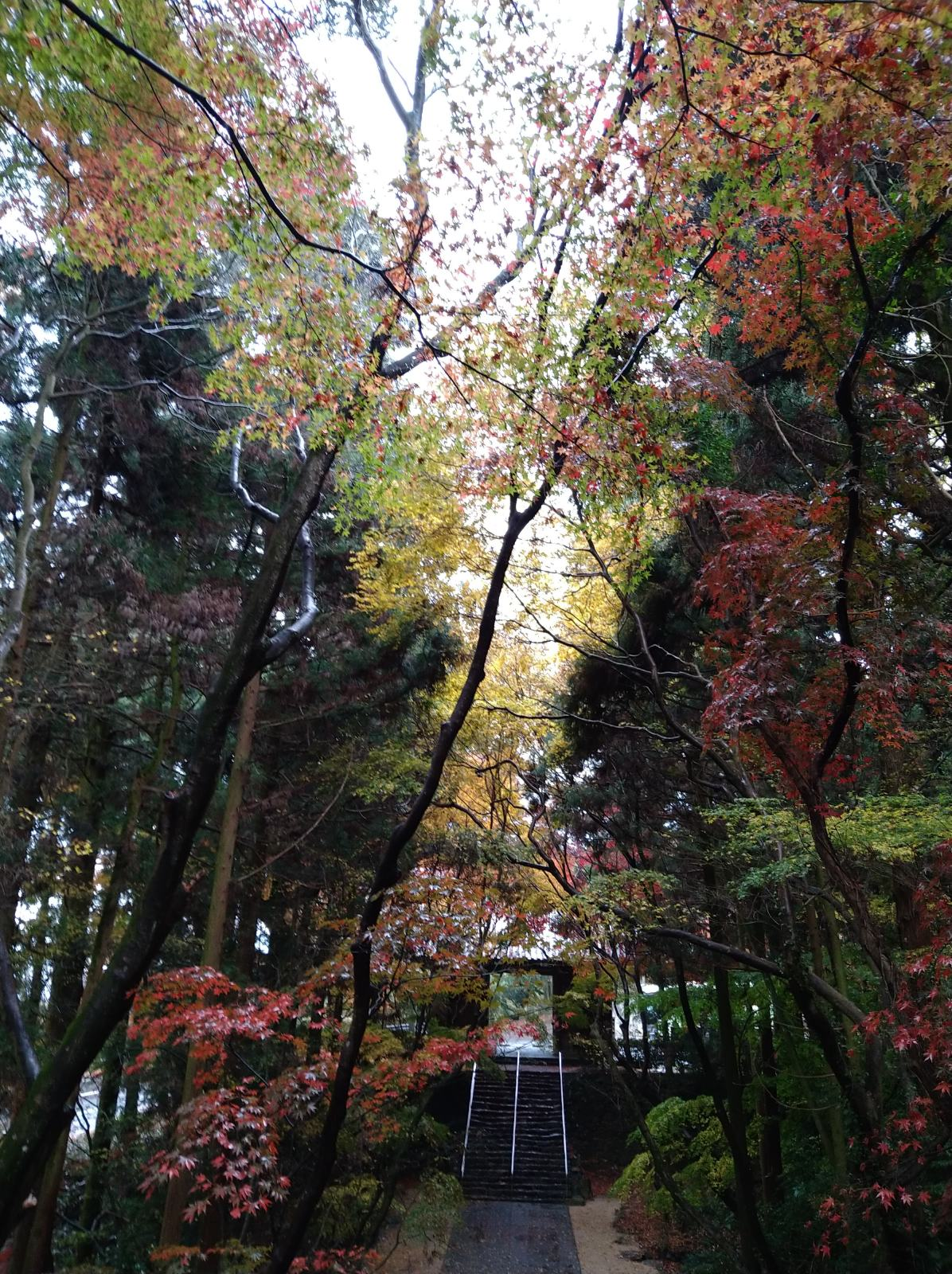
仁王門を裏から
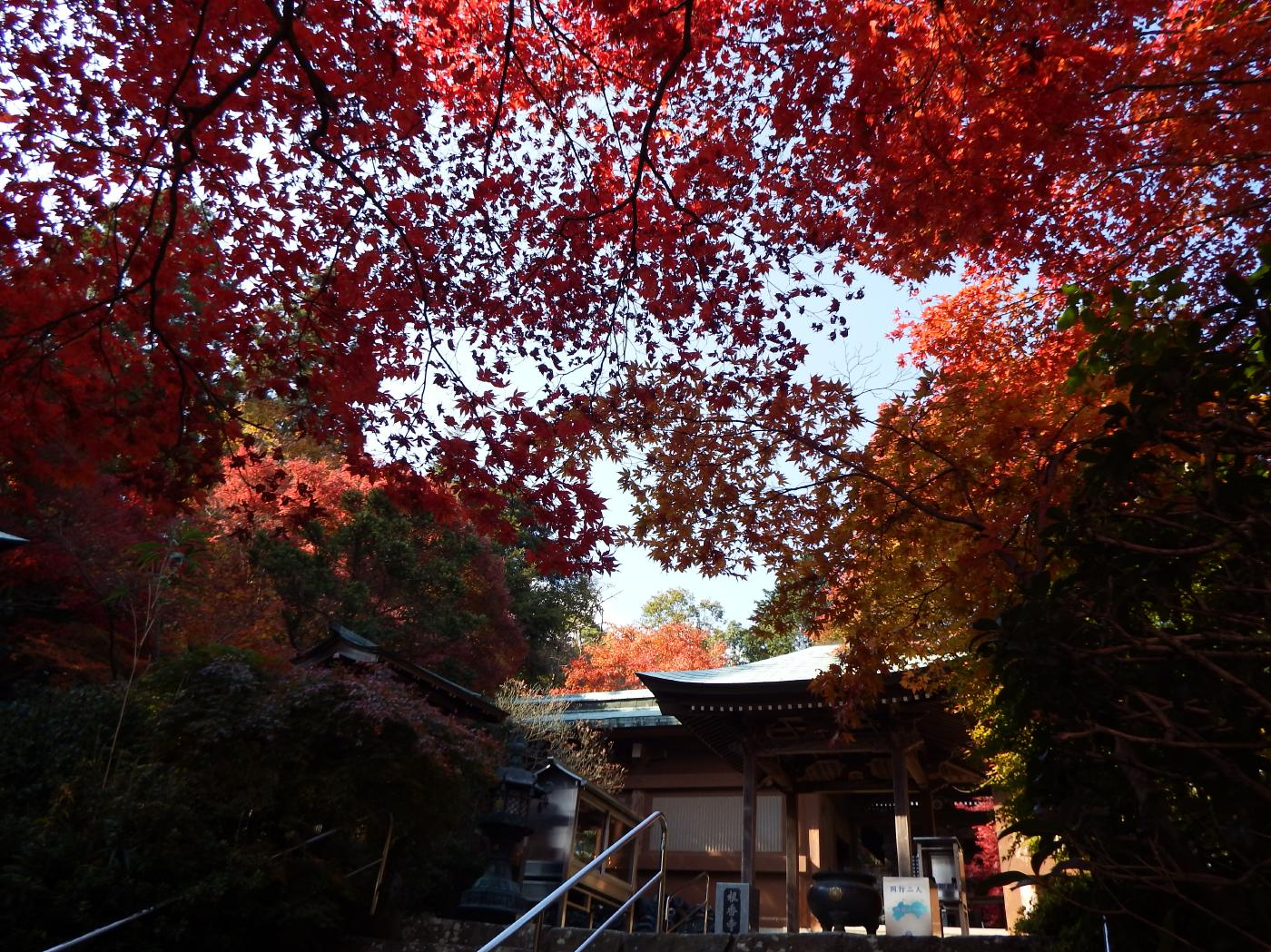
本堂拝殿
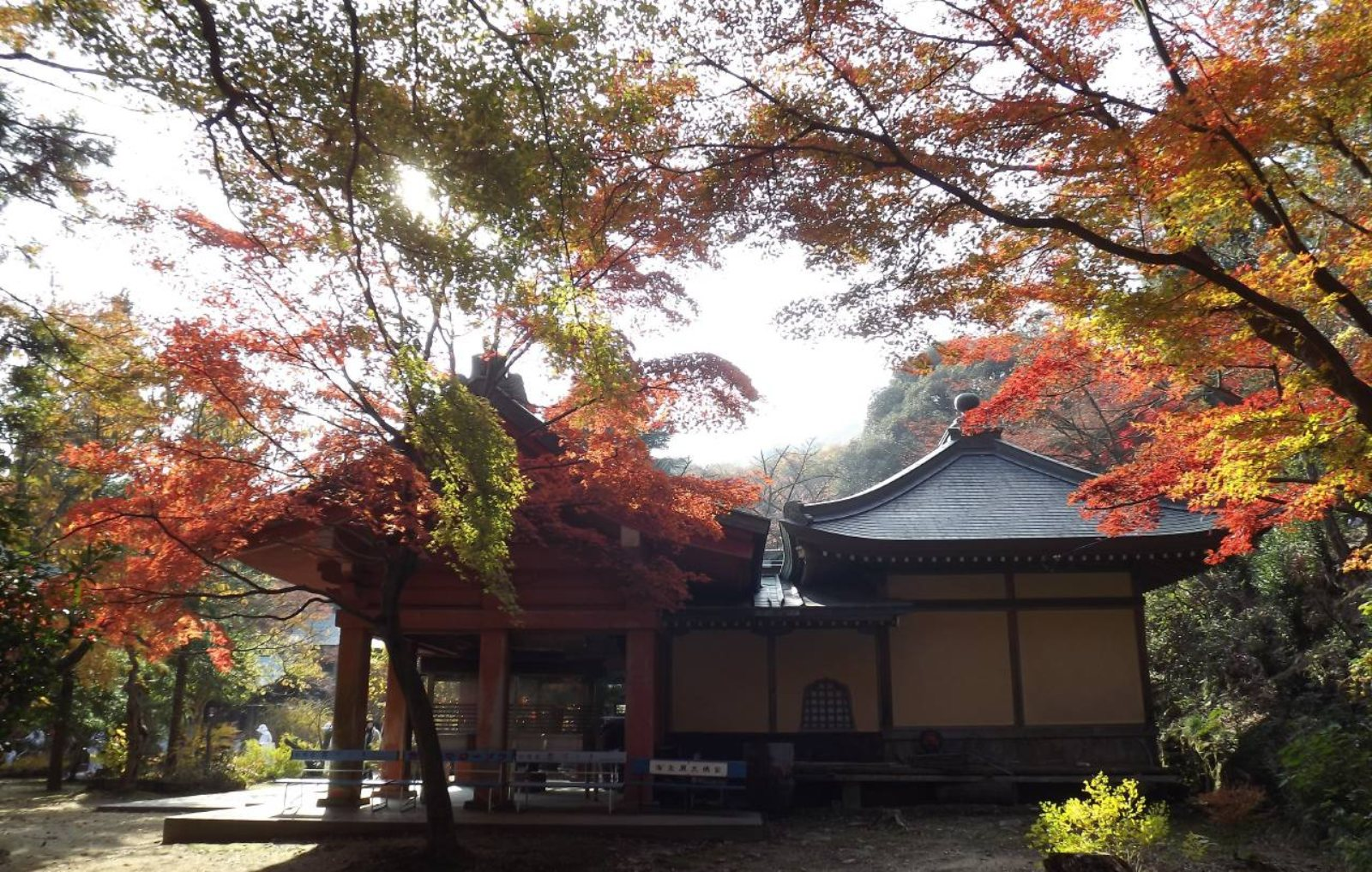
大師堂
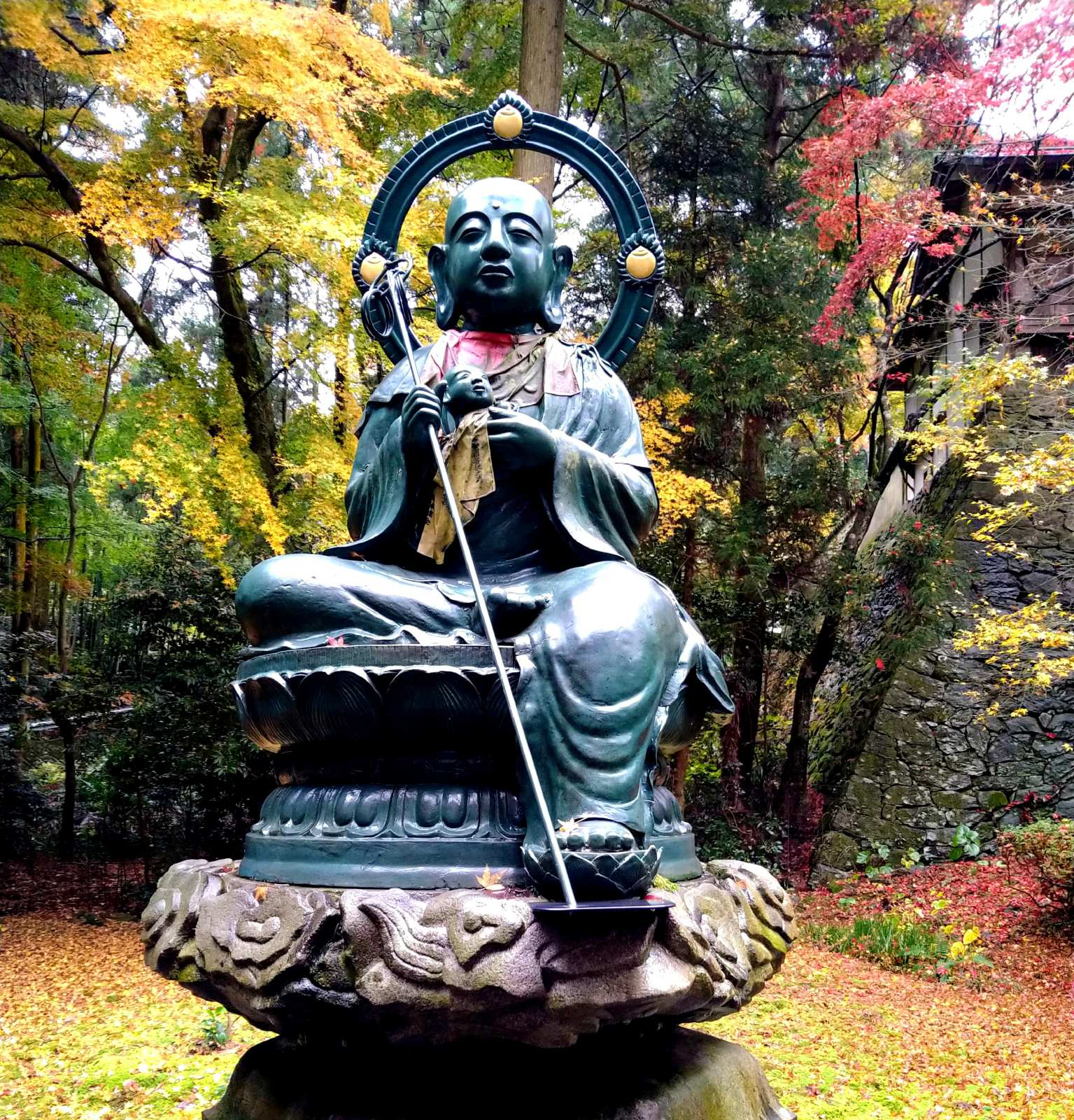
水かけ地蔵
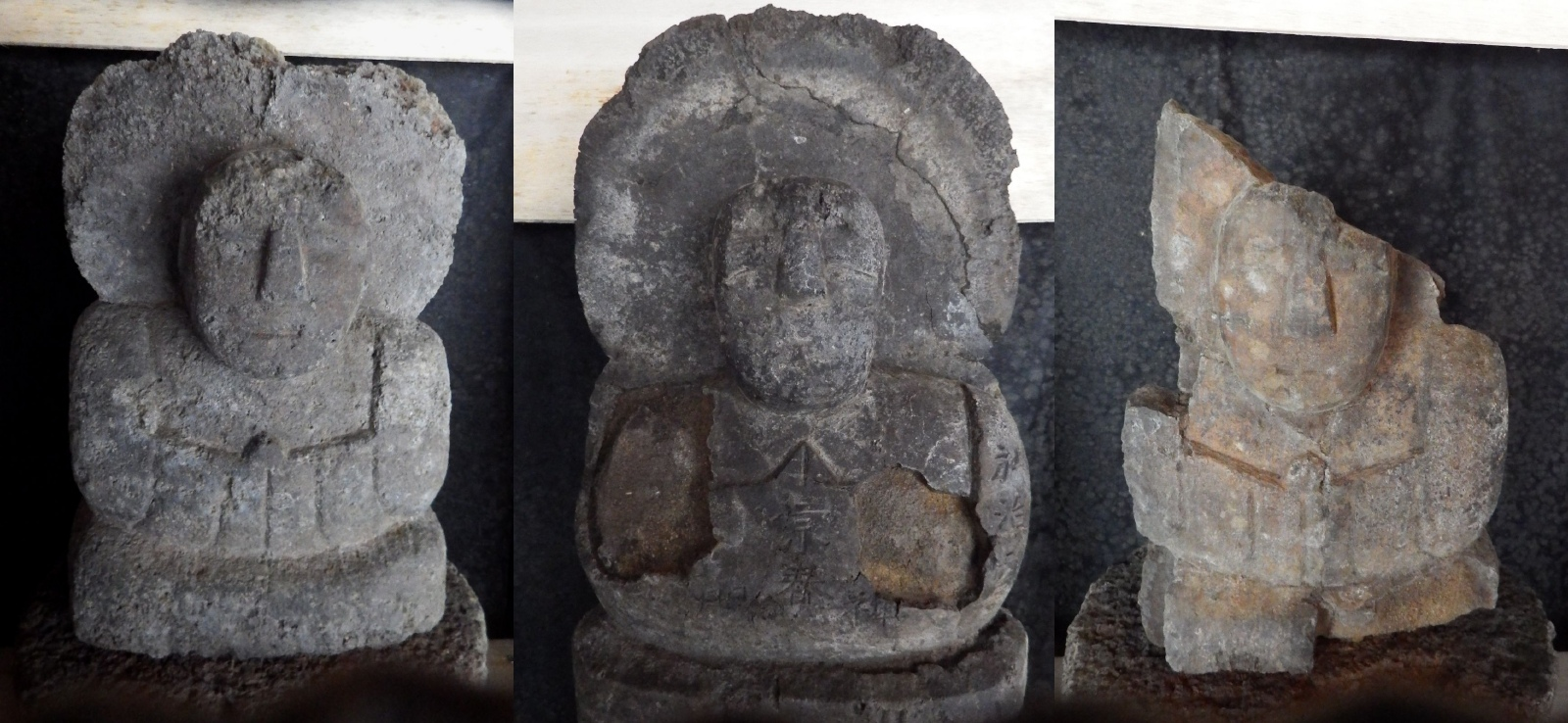
はらくわり地蔵
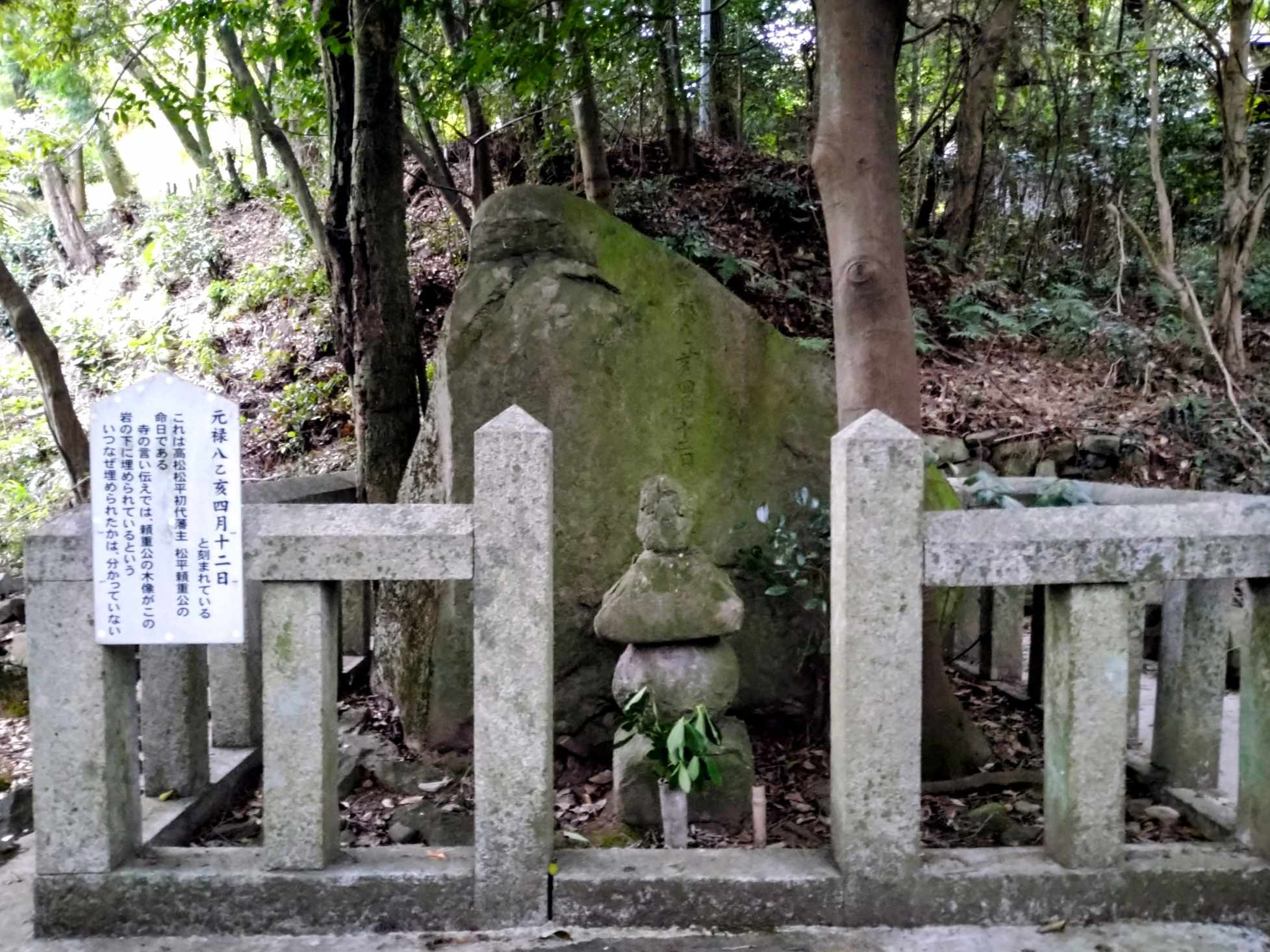
松平頼重の命日が刻まれた岩

## 文化財
重要文化財
- 木造千手観音立像 - 桜材の一木造りで漆箔、163.3 cm、平安時代の作。当寺の本尊で、33年に一度開扉の秘仏。昭和30年2月2日指定[6][7]

史跡

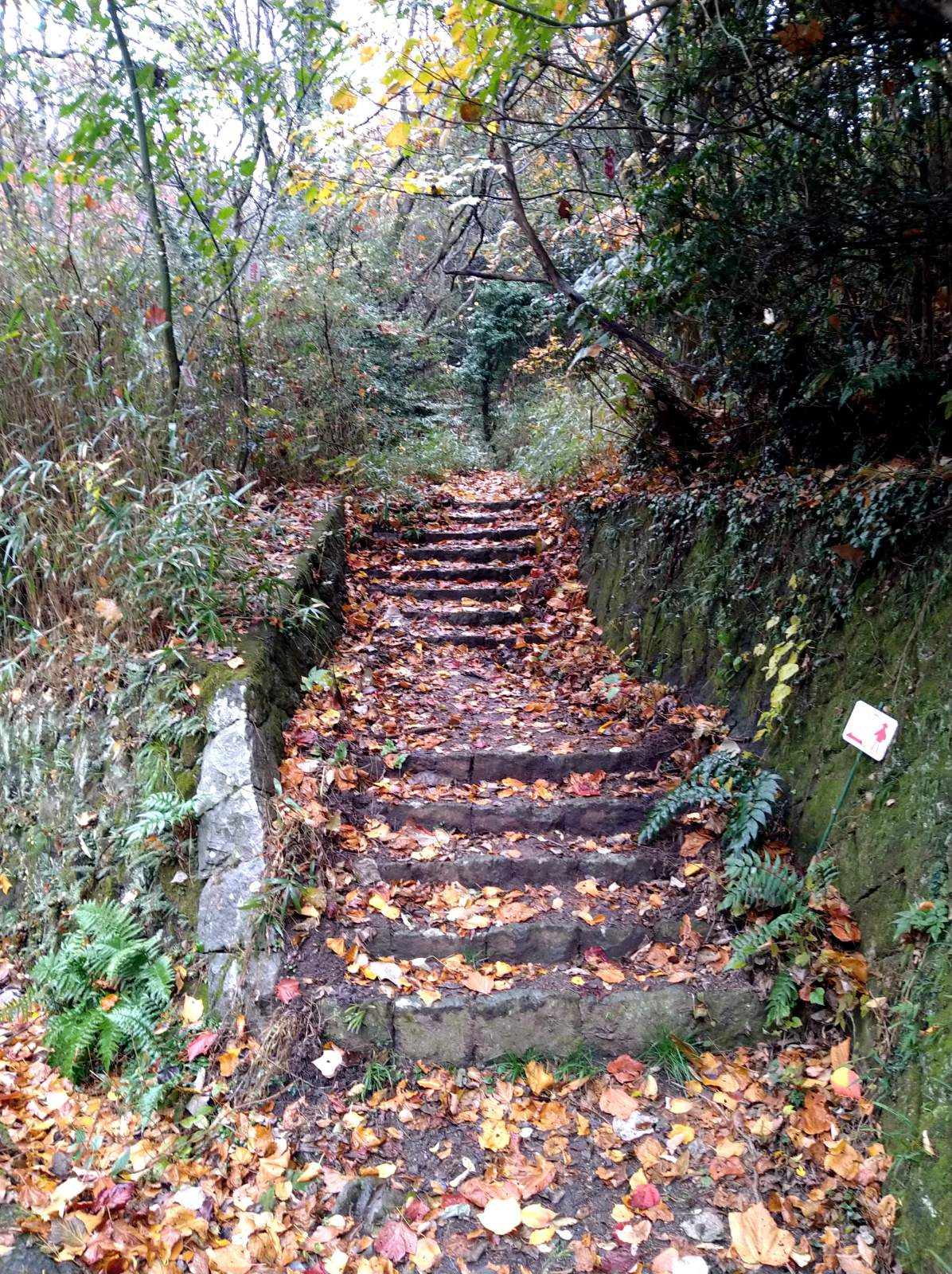
根香寺道 九丁あたり

- 讃岐遍路道 根香寺道 - 白峯寺から根香寺へ向かう遍路道約5 kmのうち、以下の区間の総計2.234 km（そのうち約1.2 kmが坂出市）が対象。平成25年10月17日指定[8][9][10]

1. 根香寺まで50丁の白峯寺本坊前から石組祠のある41丁まで
2. 遍路道分岐の19丁から県道出合いの足尾大明神手前の14丁まで
3. 県道出合いの9丁辺りから仁王門前上駐車場の1丁まで

序盤区間には摩尼輪塔や下乗石や白峯寺歴代住職墓地や石畳や毘沙門窟灯籠が、2丁辺りには根香寺歴代住職墓地が残っている。
- 讃岐遍路道 根香寺境内 - 1718年（享保3年）の火災で、護摩堂・客殿・玄関・眠蔵・庫裏が消失したが、その後に中興が図られている。境内の建物としては、五大堂1754年（宝暦4年）や大師堂、鐘楼、仁王門といった18世紀前半の火災後に復興された建物が残るほか、位置は移動しているが、材や意匠は近世のものである本堂がある。令和7年6月20日答申[12]。

香川県指定有形文化財
- 五大明王像 - 向かって左より大威徳夜叉明王、金剛夜叉明王、大日大聖不動明王、降三世夜叉明王、軍荼利夜叉明王の5躯。不動明王は1286年（弘安9年）元寇調伏祈願のため造られる。他の4躯は1683年（天和3年）高松藩主が京都の仏師に造らせた。平成16年から20年にかけて修復される。昭和44年4月3日指定[13]
- 木造智証大師坐像 - 本堂の向って左脇陣に安置。制作仏師は上野法橋政覚、彩色は大輔法橋隆心、元徳3年（1331年）作。平成25年3月29日指定[14]

## 交通アクセス
鉄道
- 四国旅客鉄道（JR四国） 予讃線 – 鬼無駅 (5.5 km)

道路
- 一般道：香川県道180号鴨川停車場五色台線 根香寺 (0.1 km)
- 自動車道：高松自動車道 高松檀紙IC/高松西IC (11.3 km)

## 奥の院
鷲峰寺（じゅうぶじ）

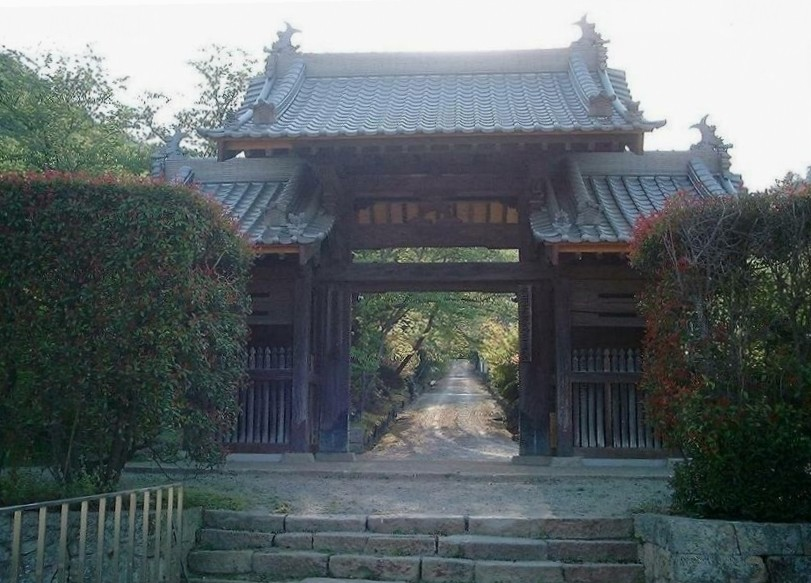
鷲峰寺

- 所在地：香川県高松市国分寺町柏原字奥632番地3 （鷲峰寺）

## 前後の札所
四国八十八箇所
81 白峯寺 --(5.0 km)-- 82  根香寺 -(11.9 km)-- 83 一宮寺